# Gionee

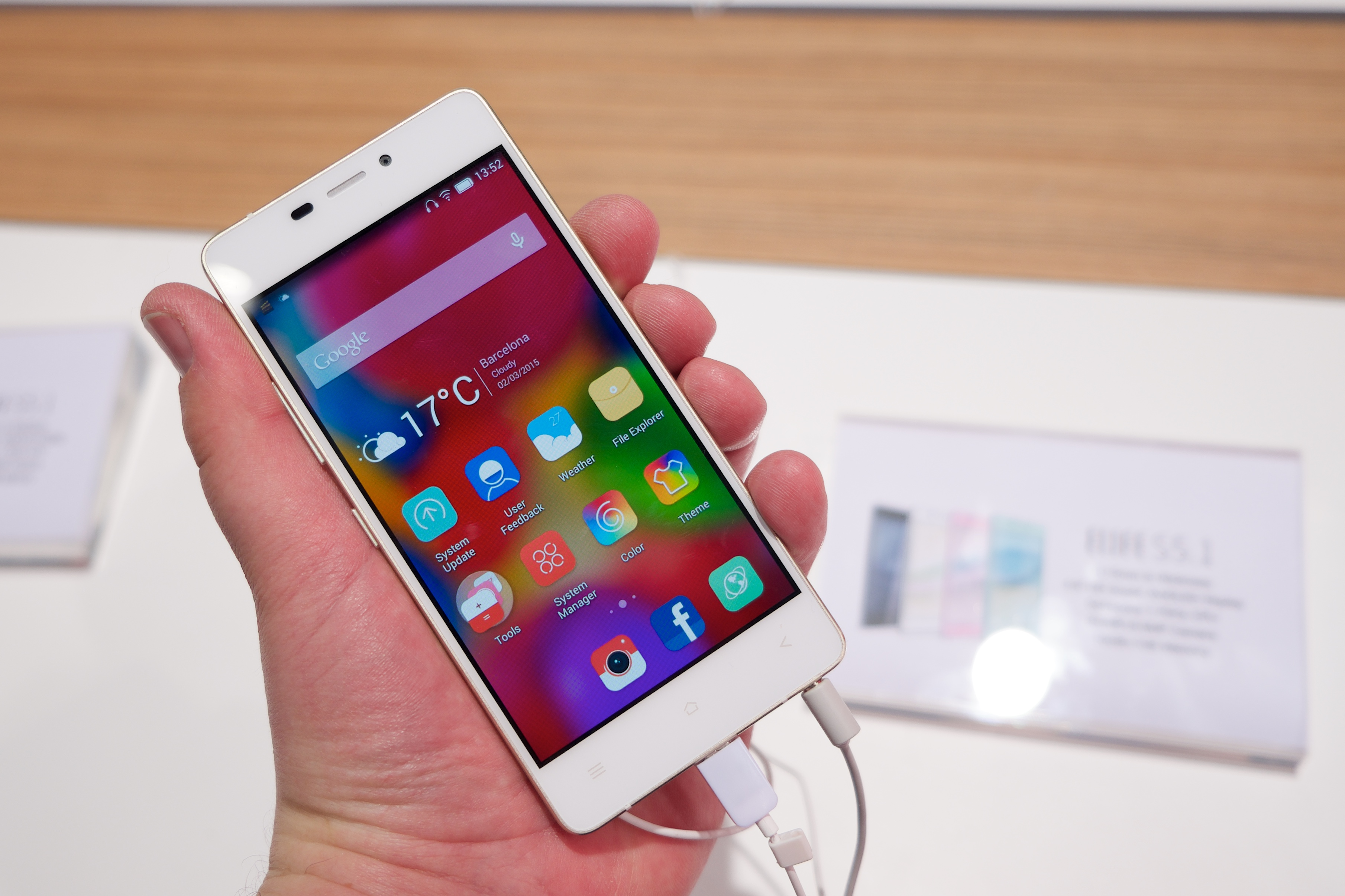
Gionee Elife S5.1 no Mobile World Congress de 2015 em Barcelona

Gionee é uma fabricante chinesa de smartphones com sede em Shenzhen, Guangdong. Fundada em 2002, é um das maiores fabricantes de telefones celulares da China. De acordo com o Gartner, a sua quota de mercado na China foi de 4,7% em 2012, e tem se expandido para outros mercados, incluindo a Índia, Taiwan, Bangladesh, Nigéria, Vietnã, Mianmar, Nepal, Tailândia, Filipinas e a Argélia.

## História
Em agosto de 2016, Gionee Índia apresentou seus planos para construir uma fábrica na Índia. Ao mesmo tempo, Gionee apresentou seu primeiro smartphone Feito na Índia com a introdução do modelo F103. O modelo foi fabricado na Foxconn em Sricity, Andhra Pradesh. Gionee Índia foi vendido para Karbonn Mobiles  em setembro de 2018, com a licença da marca. Em novembro de 2018, foi relatado que a presidente Liú Lìróng havia perdido mais de US$144 milhões para um jogo em um casino. Em 10 de dezembro de 2018, o Tribunal Popular Intermediário de Shenzhen aceitou o pedido de liquidação de falência apresentado pelo Huaxing Bank contra a Gionee.

## Associação com a BLU Products
A BLU Products, a fabricantes de celulares com sede em Miami, Flórida, vende muitos telefones Gionee rebadged sob a sua marca nos Estados Unidos e em outros mercados Norte-Americanos.

## Controvérsias
Em 2014, ele foi mostrado pela mídia alemã que Gionee entregou smartphones e tablets com malware pré-instalados.